# Петиція про право
Петиція про право (англ. Petition of Right) — законодавчий акт, поданий королю Карлу I від імені обох палат англійського парламенту 28 травня 1628 року. Його також називають «Другою великою хартією».

## Прийняття петиції
Примусова позика 1627 року, військові витрати, незаконні арешти створили опозиційний настрій у палаті громад, яку було скликано королем 17 березня 1628 року після невдачі Ла-Рошельської експедиції. Незважаючи на погрозливу промову короля, палата підняла питання про відновлення прав нації, порушених королівським свавіллям. Парламент домагався не будь-яких нововведень, він хотів тільки точніше визначити старі права й закріпити їх підтвердженням короля, «щоб нічия зла воля не наважилась нападати на них» (промова Томаса Вентворта). Король намагався завадити обговоренню Петиції, погрожував розпустити парламент, обіцяв надалі утримуватись від порушення стародавніх постанов, але Петиція пройшла обидві палати.
На петицію парламенту Карл дав спочатку непряму відповідь. Але йому були потрібні гроші для спорядження флоту, а палата громад не давала йому коштів, допоки монарх не затвердить петицію.
2 червня король оголосив, що його обов'язок — оберігати права підданих, але також і права корони. Почалась боротьба, громади наполягали на своєму. Для Карла особливо неприємним був пункт, що позбавляв його права утримувати людей у в'язниці без рішення суду. Після нарад із суддями, які заявили, що петиція буде підлягати тлумаченню судом і права короля не будуть урізані, Карл 7 червня затвердив петицію. Палата вотувала субсидію, усі здавались задоволеними.

## Зміст документу
У цьому документі, що за своєю формою був проханням народу до короля щодо додержання законів країни, вказано зловживання, що мали місце за часів правління Якова I й особливо за Карла I, також перелічено всі статути, що захищали підданих від свавілля короля.
Вся Петиція зводилась до таких чотирьох пунктів:
1. Довільне збирання податків. За законом Едуарда I жоден податок не може бути запроваджений без згоди парламенту. За законом Едуарда III жодна позика не може надаватись з примусу. Однак, останнім часом поширились випадки примусового стягнення податків, не схвалених парламентом.
2. Особиста недоторканність англійських підданих. Відповідно до Великої хартії жодного англійця неможна заарештувати, ув'язнити, конфіскувати його володіння, оголосити поза законом чи покарати іншим чином без вироку суду.
3. Довільне започаткування надзвичайних військових судів (Martial Law). Застосування у мирний час військового права й суду є незаконним.
4. Розквартирування військ. У мирний час військові загони вимагали від жителів надання їм житла та провіанту.